# Travis d’Arnaud
Travis E. d’Arnaud (* 10. Februar 1989 in Long Beach, Kalifornien) ist ein US-amerikanischer Baseballspieler in der Major League Baseball (MLB). Er debütierte bei den New York Mets und spielt derzeit bei den Atlanta Braves auf der Position des Catchers.

## Karriere

### Minor League
Travis d’Arnaud wurde in der ersten Runde des MLB Draft 2007 an insgesamt 37ster Stelle von den Philadelphia Phillies gewählt. Zuvor spielte er High School Baseball bei den Lakewood Lancers, dem Baseballteam der Lakewood High School in Lakewood, Kalifornien. 2007 spielte er 41 Partien für die Gulf Coast League Phillies, dem Rookie-Level Minor-League-Team der Phillies. Zur Saison 2008 wurde er auf Short-Season A-Level zu den Williamsport Crosscutters hochgestuft und kam dort 48 Mal zum Einsatz. Zum Ende der Saison bekam er seine ersten 16 Einsätze auf dem A-Level bei den Lakewood BlueClaws.
Die komplette Saison 2009 spielte d’Arnaud weiterhin bei den BlueClaws. Nach 126 Spielen stand ein Schlagdurchschnitt von 24,1 % und er konnte 71 RBI und 13 Home Runs erzielen.
Zur Saison 2010 war d’Arnaud Teil eines zehn Spieler umfassenden Tauschgeschäfts mit den Toronto Blue Jays, bei dem unter anderem Roy Halladay im Gegenzug zu den Phillies wechselte. d’Arnaud spielte gleich für das Advanced-A-Team des Franchise, die Dunedin Blue Jays, bei denen er 71 Partien bestritt und 38 RBI erzielte.
2011 folgte der Sprung zu den New Hampshire Fisher Cats, die auf Double-A Level in der Eastern League spielen. In dieser Saison konnte er sich im Vergleich zu seinen ersten Jahren erkennbar verbessern und beendete die Saison mit einem Schlagdurchschnitt von 31,1 %. Er schlug 21 Home Runs, steuerte 78 RBI bei und erzielte selber 72 Runs.
Es folgte der Sprung in das Triple-A-Team zu den Las Vegas 51s zur Saison 2012, bei denen er sich erneut verbessern konnte und mit einem Batting Average von 33,3 % seinen Karrierebestwert in den Minor Leagues aufstellte.
Im Dezember 2012 gaben die Blue Jays d’Arnaud zusammen mit Noah Syndergaard, John Buck und Wuilmer Becerra an die New York Mets ab. Im Gegenzug kamen R.A. Dickey, Josh Thole und Mike Nickeas aus New York nach Kanada. Innerhalb kürzester Zeit durchlief d’Arnaud 2013 drei Minor League Teams der Mets, die Gulf Coast League Mets, Binghamton Mets und erneut die Las Vegas 51s. Letztere wechselten zur Saison 2013 ihre Zugehörigkeit von der Organisation der Blue Jays zum Franchise der Mets. Im August 2013 wurde d'Arnaud erstmals in den MLB-Kader der Mets berufen.

### Major League
d’Arnaud debütierte am 17. August 2013 beim 8:2-Auswärtsniederlage gegen den San Diego Padres und kam in der MLB-Saison 2013 noch zu 31 Einsätzen. Am 25. August 2013 erzielte d’Arnaud seinen ersten Major League Home Run bei der 3:11-Heimniederlage gegen den Detroit Tigers.
d’Arnaud war Teil der Startaufstellung am Eröffnungstag der Saison 2014. Mit guten Leistungen festigte er seinen Stammplatz und spielte 21 der 26 Spiele im April Am 13. Mai 2014 erlitt d’Arnaud eine Gehirnerschütterung und fiel für 14 Spiele aus. Nach seiner Rückkehr ins Team zeigte er einige schwächere Partien in der Offensive und wurde zurück auf AAA-Level zu den 51s versetzt. Am 24. Juni wurde er ins MLB-Team zurückberufen. Zu Saisonende spielte d’Arnaud in 139 der 162 Regular Season Spiele der Mets, erzielte dabei 13 Home Runs, 32 RBI und stand bei einem AVG von 24,2 %.
Zu Beginn der Saison 2015 war d’Arnaud erneut der Starting-Catcher der Mets. Am 19. April brach er sich nach einem Hit by Pitch die rechte Hand und verpasste daraufhin 46 Spiele und kehrte erst am 10. Juni zurück. Ersetzt wurde d’Arnaud während seiner Verletzung von Kevin Plawecki. Im achten Einsatz nach d’Arnauds Genesung verletzte er sich erneut, als er A.J. Pierzynski Taggen wollte. Erneut fiel er daraufhin für 31 Spiele aus, so dass er zum Ende der Regular Season nur auf 67 Einsätze kam.
Da die Mets ihre Division gewannen, kam d’Arnaud 2015 zu seinen ersten Einsätzen in den Playoffs. Er startete in allen 14 Post Season der Mets als Catcher und erzielte in Spiel 3 der National League Division Series 2015 seinen ersten Play-off-Home-Run. Beim 4:0 Sweep gegen die Cubs in der National League Championship Series 2015 konnte er dies in Spiel 1 und in Spiel 4 wiederholen. Er erreichte mit den Mets die World Series 2015, die letztendlich mit 1:4 Spielen gegen die Kansas City Royals verloren ging.
Wie schon in den beiden Vorjahren war d’Arnaud auch zu Beginn der Saison 2016 erste Wahl als Catcher bei den Mets, wurde aber erneut früh in der Saison durch eine weitere Verletzung zurückgeworfen. Er verpasste vom 26. April bis zum 20. Juni 50 Spiele. Er wurde erneut durch Kevin Plawecki ersetzt, dessen Backup-Catcher Position von René Rivera eingenommen wurde. Seit seiner Rückkehr in den Kader ist d’Arnaud erneut Starting Catcher, Rivera behielt die Position als Ersatzmann und Plawecki wurde zu den Las Vegas 51s versetzt.